# C/1985 K1
Poznamo še pet drugih kometov z imenom Machholz: C/1978 R3 (druge oznake 1978 XIII, 1978l), C/1988 P1 (druge oznake 1988 XV, 1988j), C/1992 N1 (druge oznake 1992 XVII, 1992k), C/1994 T1 (druge oznake 1994 XXVII, 1994r) in C/204 Q2.
Komet Machholz ali C/1985 K1 je komet, ki ga je odkril ameriški ljubiteljski astronom Donald Edward Machholz 27. maja 1985.

## Lastnosti
Komet ima parabolično tirnico. Soncu se je najbolj približal 28. junija 1985 . 
Dosegel je magnitudo 0,5 .
Opazili so, da je komet razpadel .